# Jaqueline Cassol
Dirlaine Jaqueline Cassol (São Miguel do Oeste, SC, 3 de dezembro de 1974) é política brasileira radicada em Rondônia, filiada ao Progressistas (PP),  advogada com pós-graduação em direito público e penal. 
Deputada federal eleita pelo Progressistas Rondônia com 34.193 votos (4,37% dos votos válidos) . É presidente estadual do Progressistas em Rondônia. 
Tem dois filhos Diogo e Giovanna. É casada com o jornalista e advogado Luiz Paulo Batista, secretário-geral do Progressistas em Rondônia.

## Política
Em 2014, quando Jaqueline Cassol fazia parte do Partido da República (PR) concorreu ao governo de Rondônia. Obteve 121.406 votos válidos e ficou em 3° lugar na disputa. Em 2015 assume a presidência do diretório estadual do Progressistas em Rondônia. 
Em 2018 foi eleita deputada federal com 34.193 votos para a 56º Legislatura (2019 -2023) da Câmara dos Deputados.